# Юсубова, Фатма Курбан кызы
Фатма Курбан кызы Юсубова (азерб. Fatma Qurban qızı Yusifova; 1915, Даг Кесаман, Елизаветпольская губерния — ?) — советский азербайджанский хлопковод, Герой Социалистического Труда (1949).

## Биография
Родилась в 1915 году в селе Даг Кесаман Казахского уезда Елизаветпольской губернии (ныне — в Акстафинском районе Азербайджана).
Начала трудовую деятельность в 1927 году. С 1939 года — колхозница, с 1947 года — звеньевая колхоза имени Навои Казахского района. В 1948 году получила урожай хлопка 90,4 центнеров с гектара на площади 6,4 гектаров.
Указом Президиума Верховного Совета СССР от 1 июля 1949 года за получение в 1948 году высоких урожаев хлопка Юсубовой Фатме Курбан кызы присвоено звание Героя Социалистического Труда с вручением ордена Ленина и золотой медали «Серп и Молот».
Активно участвовала в общественной жизни Азербайджана. Член КПСС с 1952 года. Депутат Верховного Совета Азербайджанской ССР 5-го созыва.
С 1968 года — пенсионер союзного значения.